# TSUMU - Hvor går du hen med dine drømme?
|  | Denne artikel er oprettet af botten Steenthbot ud fra en ekstern database. Den kan derfor have sproglige fejl eller mangler. Denne skabelon kan fjernes efter kontrol af indholdet. |

TSUMU - Hvor går du hen med dine drømme? er en dansk dokumentarfilm fra 2022 instrueret af Kasper Kiertzner.

## Handling
Lars (19 år) bor i Tasiilaq i Østgrønland, hvor der ikke er meget for ungdommen at se frem til. Hvis man vil læse videre, skal man til Nuuk, som ligger 700 km væk. Sammen med vennerne Eino og Thomas og andre unge i byen, laver Lars teater for at udtrykke sine følelser og for at stå sammen mod selvmord og misbrug, som er blevet hverdag for de fleste i hans generation. 
Over en periode på to år har instruktør Kasper Kiertzner fulgt Lars og Eino, der samtidig har filmet dem selv og deres venner. 
TSUMU, som betyder "hvor skal du hen?" på østgrønlandsk, er et tæt, farverigt og livsbekræftende portræt af en ungdom, som nægter at blive erklæret fortabt, selvom det føles som om, at resten af verden har glemt dem. 
Men med kampen og håbet kommer også dilemmaet for Lars og Eino: skal de rejse eller blive, hvor de er? Hvis de rejser, vil det gå ud over familie og venner, som har brug for dem. Hvis de bliver, slukkes deres drømme om et andet liv.

## Medvirkende
- Lars Korneliussen
- Eino Taunajik
- Thomas Jacobsen